# 마르크 뒤레

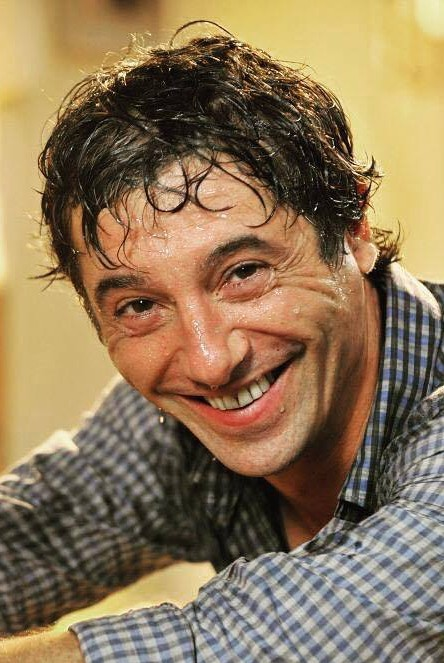

마르크 뒤레(프랑스어: Marc Duret, 1957년 9월 28일 ~ )는 프랑스의 배우, 각본가이다.
니스에서 태어났다.

## 영화
- 바위 아래의 보물 (2017년)
- 겟 어웨이 오브 러브 (2015년)
- 베이비 러브 (2008년)
- 바디 스내치 (2003년)
- 미지의 코드 (2000년)
- 도베르만 (1997년)
- 존 말코비치의 25시 (1996년)
- 황금 마스크의 성자 (1990년)
- 니키타 (1990년)
- 그랑블루 (1988년) - 로버트 역